# تاتو آبراهامیان
تاتو آبراهامیان (ارمنی: Տաթև Աբրահամյան؛ متولد ۱۳ ژانویه ۱۹۸۸) شطرنج‌باز اهل ارمنستان-ایالات متحده آمریکا است. او عنوان استادبزرگ بانوان را دارد.
آبراهامیان در مسابقات قهرمانی شطرنج جوانان اروپا ۱۹۹۹ در مسابقات زیر ۱۲ سال دختران با نانا زاگنیدزه و واروارا کیریلوا مشترکاً اول و در پوئن‌شکنی مدال برنز را دریافت کرد. وی در مسابقات شطرنج زنان ۲۰۰۵ ایالات متحده به مشترکاً اول شد در مسابقه پلی آف به روسودان گلتیانی باخت و جایزه دوم را کسب کرد.
در مسابقات تیمی، آبراهامیان نماینده ایالات متحده در المپیاد شطرنج بانوان و در مسابقات شطرنج تیمی زنان جهان است.
وی در سال ۲۰۰۱ از ارمنستان به ایالات متحده نقل مکان نمود. آبراهامیان در گلندیل، کالیفرنیا زندگی می‌کند. وی در سال ۲۰۱۱ از دانشگاه ایالتی کالیفرنیا در لانگ بیچ در رشته‌های روانشناسی و علوم سیاسی فارغ‌التحصیل شد.
| به‌دلیل برخی مشکلات فنی، نمودارها موقتاً قابل مشاهده نیستند. اطلاعات بیشتر پیرامون این مشکل در فابریکاتور و وبگاه مدیاویکی در دسترس است. | |
| | به‌دلیل برخی مشکلات فنی، نمودارها موقتاً قابل مشاهده نیستند. اطلاعات بیشتر پیرامون این مشکل در فابریکاتور و وبگاه مدیاویکی در دسترس است. |